# تجنب الذات العصبي
تجنب الذات العصبي أو التجنب المتساوي العصبي هو خاصية مهمة للخلايا العصبية تتمثل في ميل الفروع (التغصنات والمحاور) المنبثقة من جسم خلية واحد (وتسمى الفروع المتساوية العصبية أو الفروع الشقيقة) إلى الابتعاد عن بعضها البعض. تترتب فروع التغصنات والمحاور العصبية أثناء التطور، مما يؤدي إلى تقاطع أو تداخل ضئيل أثناء انتشارها عبر منطقة ما، وبذلك ننتهي إلى الشكل التجميعي النموذجي للخلايا العصبية.
على النقيض، يمكن لفروع الخلايا العصبية المختلفة أن تتداخل بحرية مع بعضها البعض. تتطلب هذه الخاصية أن تكون الخلايا العصبية قادرة على التمييز بين فروع «الذات» (التي تتجنبها) وفروع «غير الذات» (التي تتعايش معها). يتحقق هذا التعرف الذاتي العصبي من خلال عائلات من جزيئات التعرف الخلوي التي تعمل كرموز شريطية فردية، تسمح بتمييز أي فرع قريب على أنه إما «ذات» أو «غير ذات».
يضمن تجنب الذات تغطية المناطق التغصنية بشكل شامل دون فائض، ما يضمن تحقيق الفروع تغطية وظيفية مناسبة للمناطق المدخلة أو المخرجة.
يتطلب التواصل العصبي تجميعًا منسقًا للمحاور والتغصنات والمشابك العصبية. لذا يعد تجنب الذات ضروريًا للتوصيل العصبي السليم والتطور ما بعد الولادة، وهو إلى جانب التغطية العصبية المتجانسة (التجنب غير المتساوي العصبي)، آلية تباعد حاسمة لتشكيل الدوائر العصبية التي تؤدي إلى تعصيب حسي أو مشبكي شامل ومناسب دون فائض.

## التاريخ
ظهر مفهوم تجنب الذات العصبي منذ حوالي 50 عامًا. تم إجراء الدراسات الرائدة في العلق، مع التركيز على الجهاز العصبي المركزي والخلايا العصبية الحسية الميكانيكية النامية. كانت الكائنات الرئيسية لدراسة مسألة التعرف الذاتي العصبي وتجنب الذات نوعين من العلق: العلقة الطبية وعلقة الأمازون الضخمة. سمح النمط القطاعي المتكرر للجهاز العصبي لهذا الحيوان إلى جانب حقيقة أن الخلايا العصبية قليلة نسبيًا في العدد، والعديد منها كبير بما يكفي للتعرف عليها، بالدراسة التجريبية للمشكلة العامة للتحديد العصبي. كشف نيكولاس وبايلور في عام 1968 من خلال رسم خرائط مجالات الاستقرار المحورية للمستقبلات الميكانيكية لدى العلقة الطبية عن أنواع مميزة من الحدود بين المحاور من نفس النوع أو أنواع مختلفة من الخلايا العصبية، وكذلك بين الخلايا العصبية الفردية. لاحظوا أن مجالات الاستقرار تم تقسيمها إلى مناطق منفصلة، تُعصب بواسطة الفروع المختلفة لخلية واحدة. وعلى عكس الحدود بين المجالات المتجاورة للخلايا المختلفة، كانت هذه الحدود مفاجئة وتظهر تداخلًا شبه معدوم. ثم اقترح المؤلفون آلية للترتيب المكاني للمحاور حيث «يصد الليف العصبي الفروع الأخرى بقوة أكبر إذا نشأت من نفس الخلية مقارنةً فيما إذا جاءت من خلية مماثلة، ولا يقوم بذلك على الإطلاق إذا جاءت من خلية ذات نموذج مختلف».
أكد ياو في عام 1976 نتائج نيكولاس وبايلور واقترح أن فروع الخلية تعرفت على بعضها البعض، وبالتالي تجنبت النمو في نفس المنطقة وأنشأت المناطق المنفصلة التي لاحظها نيكولاس وبايلور. أصبح من الواضح إذن أن الخلايا العصبية الحسية الميكانيكية في العلق تُظهر تجنب الذات: مع التنافر بين الفروع المنبثقة من نفس الخلية، لكنها لم تُظهر تجنب الفئة، مما يعني أن الفروع من نفس النوع من الخلايا العصبية يمكن أن تتداخل.
تم التعرف على الظاهرة لكن الكثير بقي مجهولًا، بما في ذلك مصطلح «تجنب الذات» الذي ظهر في عامي 1982/1983 مع دراسات كرامر. افترض كرامر في عام 1982 أن المحاور المتساوية العصبية (المحاور النامية من نفس العصبون)، على عكس المحاور غير المتساوية العصبية، تتجنب بعضها البعض عند النمو على نفس الركيزة. حقيقة حاجة التجنب الذاتي للنوريتات من أجل التمييز بين الذات وغير الذات استكشفت من قبل آخرين، ما عزز أفكار ياو. اقترح كرامر وكاودا في عام 1983 أن هذا التعرف الذاتي لمحوارين ناميين قد يتم بواسطة الأقدام الكاذبة الخاصة بهما، والتي يبدو أنها تقوم باتصالات متبادلة. وقد دعمت هذه الفكرة دراسات غودمان وآخرون في عام 1982 فيما يخص الخلايا العصبية لدى الحشرات، والتي افترضت أن الأقدام الكاذبة لعبت دورًا مهمًا في التعرف وفي اختيار مسارات النمو المحوري. يشير حفظ الآلية في اللافقاريات إلى جانب حقيقة أن مورفولوجيا العديد من الخلايا العصبية البالغة تبدو مطابقة للقاعدة، إلى أن عدم تداخل العمليات المتساوية العصبية يمكن أن يكون ظاهرة عامة للتطور العصبي. أضاف كرامر وستنت في عام 1985 بيانات تجريبية عن الاختلافات المستحثة تجريبيًا فيما يخص نمط التفرع من خلال منع النمو جراحيًا أو تأخير نمو فروع المحور. كما تنبأ اقتراح تجنب الذات، أدى التدخل في مجال نمو فرع محور إلى انتشار فرع محور المجال الآخر في ما لم يكن عادةً منطقة له. وبالتالي، يلعب تجنب الذات العصبي دورًا مهمًا في تطور بنية مجال الاستقرار الحسي الميكانيكي.

## النماذج والهياكل وتطوير التجنب الذاتي

### نماذج حيوانية
يتم مناقشة تجنب الذات على نطاق واسع بين العلماء، وتم إجراء التجارب على مر الزمن في عدة نماذج حيوانية. كانت التجارب الأولى في العلق. حاول ويسل في عام 1981 فهم كيفية إنشاء خلايا العقدة الشبكية لمناطقها التغصنية عند القطط. عمليات مثل التغطية التغصنية وتجنب الذات مهمة للغاية للتطور الصحيح للهياكل العصبية، وفي هذه الحالة الخاصة يجب على خلايا العقدة تغطية الشبكية لضمان رؤية كل نقطة في الفضاء البصري. لقد رأى أن أجسام الخلايا مرتبة في فسيفساء منتظمة، وتتكيف الحقول التغصنية مع المساحة المتاحة. ومع ذلك، كانت هذه الفرضية مبنية على نماذج رياضية: نموذج ديريتشليت.
كان بيري وليندن في عام 1982 أول من قدم دليلًا واضحًا على «التنافس» التغصني في شبكية الفئران. تدمير خلايا العقدة يعطي الفرصة للخلايا المجاورة لتمديد إسقاطاتها التغصنية. اقترحوا المنافسة على المشابك كسبب للتوازن بين النمو والتنافر للتغصنات.
على الرغم من أن الفأر وذبابة الفاكهة هما النموذجان المستخدمان حاليًا لبناء نموذج لتجنب الذات للفقاريات واللافقاريات على التوالي، إلا أن هناك عبر الزمن عدة أمثلة لهذه الظاهرة في أنواع نموذجية وغير نموذجية:
- الضفدع (Xenopus laevis)

تظهر الخلايا العصبية الثلاثية التوائم في جلد الرأس سلوكًا تنافسيًا، وفقط عند إزالة أحدها تمامًا، على سبيل المثال عقدة العصب الثلاثي الأيسر، يسمح ذلك للعصبونات في العقدة اليمنى بعبور الخط الناصف وتعصيب الجانب الأيسر من الرأس. التعصيب الصحيح يرجع إلى الطبيعة التنافرية للتفاعلات بين هذه العصبونات الكاشفة للحركة، مما يعزز جميع النماذج السابقة لتجنب الذات.
- السمك الذهبي (Carassius spp)

تنمو الشبكية طوال الحياة بإضافة خلايا عصبية جديدة عند الحافة وموت الخلايا العصبية العقدية في المركز. مرة أخرى، ثبت أن كل خلية تستشعر الخلايا المجاورة ويمكنها شغل المساحة التي تتركها الأخرى.
- سمك الزرد (Danio rerio)

الخلايا العصبية الثلاثية التوائم، المتطورة بعد 16 ساعة من الإخصاب، هي جزء من النظام الحسي المحيطي وتكتشف المنبهات الحرارية والميكانيكية في الجلد. نشأ نموذج «النمو والتنافر» من التقييد الطوبوغرافي المعقد للمخاريط النامية بين الخلايا العصبية الثلاثية التوائم وخلايا روهون بيرد.
- المستورقات (Dugesia japonica)

تظهر طفرات «Dscam» شبكة عصبية مضطربة بشدة وتجميعًا محوريًا.